# Фандарья
Фандарья (тадж. Фондарё) — река в Таджикистане, левый приток реки Зеравшан. Длина — 24 километра, площадь бассейна — 3230 км², расход воды — 62,6 м³/с.

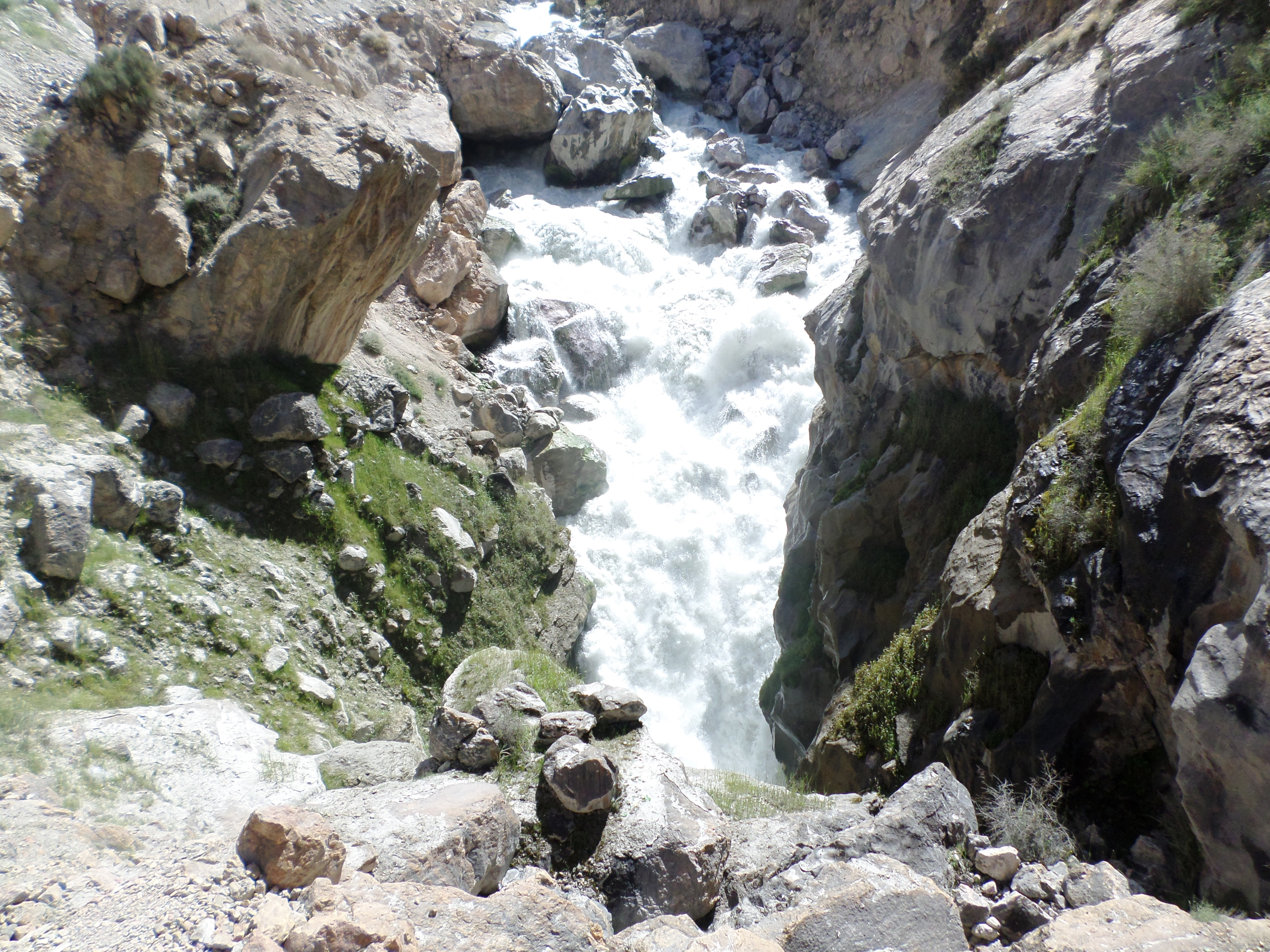
Фандарья протекает среди скал

Образуется при слиянии Ягноба, берущего начало в долине Фана и несущего 58 % от общего объёма воды, и Искандарьи (30 %), истоком которой является озеро Искандеркуль. Длина вместе с рекой Ягноб составляет 140 км.
Высота истока — 1640,9 м над уровнем моря. Высота устья — 1370,2 м над уровнем моря.
Образуя каньоны и пороги пересекает Зеравшанский хребет и в двух километрах от райцентра Айнинского района, где сходятся две долины (Зеравшанская и Фан-Ягнобская), впадает в Зеравшан.
Вдоль реки проходит автодорога Душанбе — Самарканд — Ташкент